# Brasilândia do Tocantins
Brasilândia do Tocantins là một đô thị thuộc bang Tocantins, Brasil. Đô thị này có diện tích 641,464 km², dân số năm 2007 là 2119 người, mật độ 3,3 người/km².